# Regla de Trouton
La regla de Trouton (en anglès:Trouton's rule) estableix que l'entropia de vaporització és gairebé el mateix valor, uns 85–88 J K−1 mol−1, per a diversos tipus de líquids al seu punt d'ebullició. L'entropia de vaporització es defineix com la relació entre l'entalpia de vaporització i la temperatura d'ebullició. Rep el nom pel científic Frederick Thomas Trouton.
Matemàticament es pot expressar com:
{\displaystyle \Delta {\bar {S}}_{vap}=10.5R}
on R és la constant de gas
La regla de Trouton és vàlida per a molts líquids; per exemple, l'entropia de vaporització del toluè és 87,30 J K−1 mol−1, la del benzè és 89,45 J K−1 mol−1, i la del cloroform és 87,92 J K−1 mol−1. La regla es fa servir per estimar l'entalpia de vaporització de líquids el punt d'ebullició dels quals és conegut.
Tanmateix, la regla té algunes excepcions. per exemple, les entropies de vaporització de l'aigua, etanol, i àcid fòrmic estan lluny dels valors pronosticats.